# الكنايس (مصر)
قرية الكنايس هي إحدى القرى التابعة لمركز كفر الدوار في محافظة البحيرة في جمهورية مصر العربية. حسب إحصاءات سنة 2006، بلغ إجمالي السكان في الكنايس 13081 نسمة، منهم 6414 رجل و6667 امرأة.

## التاريخ
قرية الكنايس من القرى القديمة، حيث وردت باسم «الوزيرية» في أعمال البحيرة ضمن قرى الروك الصلاحي التي أحصاها ابن مماتي في كتاب قوانين الدواوين، كما وردت باسم «الوزيرية» في أعمال البحيرة ضمن قرى الروك الناصري التي أحصاها ابن الجيعان في كتاب «التحفة السنية بأسماء البلاد المصرية». وفي العصر العثماني وردت باسم «البيضاوي» في التربيع العثماني الذي أجراه الوالي العثماني سليمان باشا الخادم في عصر السلطان العثماني سليمان القانوني ضمن قرى ولاية البحيرة، وفي تاريخ 1228هـ/1813م الذي عدّ قرى مصر بعد المسح الذي قام به محمد علي باشا باسم «عزبة الكنايس» ضمن قرى مديرية البحيرة. وفي سنة 1321هـ/1903م، اختصر الاسم إلى «الكنايس».